# Еміліо Інсолера
Еміліо Інсолера (ісп. Emilio Insolera; 29 січня 1979, Буенос-Айрес, Аргентина) — актор і продюсер, відомий завдяки Sign Gene: The First Deaf Superheroes (2017). У вересні 2019 року було оголошено, що Інсолера приєднався до шпигунського фільму Universal Pictures The 355 Саймона Кінберга разом з Джессіка Честейн, Пенелопа Круз, Фань Бінбін, Лупіта Ніонго, Діана Крюгер, Едгар Рамірес і Себастіан Стен.

## Фільмографія

### Актор
| Рік  |    | Українська назва | Оригінальна назва                     | Роль          |
| ---- | -- | ---------------- | ------------------------------------- | ------------- |
| 2000 | кф |                  | Sabotage                              |               |
| 2017 | ф  |                  | Sign Gene: The First Deaf Superheroes | Том Клерк     |
| 2022 | ф  | 355              | The 355                               | Джованні Лупо |

### Режисер, сценарист, продюсер
| Рік  |    | Українська назва | Оригінальна назва                     | Роль                         |
| ---- | -- | ---------------- | ------------------------------------- | ---------------------------- |
| 2000 | кф |                  | Sabotage                              | сценарист, продюсер          |
| 2017 | ф  |                  | Sign Gene: The First Deaf Superheroes | режисер, сценарист, продюсер |